# ليونارد طومسون (لاعب كرة قدم أمريكية)
ليونارد طومسون (بالإنجليزية: Leonard Thompson)‏ هو لاعب كرة قدم أمريكية أمريكي، ولد في 28 يوليو 1952 في أوكلاهوما سيتي في الولايات المتحدة.

## وصلات خارجية
- ليونارد طومسون على موقع مرجع كرة القدم المحترفة.كوم (الإنجليزية)